# Lithodes couesi
Lithodes couesi är en kräftdjursart som beskrevs av James Everard Benedict 1895. Lithodes couesi ingår i släktet Lithodes och familjen trollkrabbor. Inga underarter finns listade i Catalogue of Life.